# Juan Soto Mura
Juan Rodolfo Soto Mura (Santiago, 27 de abril de 1937-Santiago, 11 de diciembre de 2014) fue un futbolista y técnico chileno. Fue goleador de Colo-Colo y Rangers.

## Biografía
Se inició en las divisiones menores de Colo-Colo, debutando en Primera División el año 1957. Centrodelantero goleador, apodado "Niño-gol", con buen remate, pero principalmente destacado por su excelente ubicación y oportunismo en el momento justo.
Vistió la camiseta del «Cacique» en dos etapas, la primera durante 6 años, 1957 a 1962, y la segunda el año 1969. Se destacó desde el inicio siendo el máximo goleador los primeros cuatro años, convirtiendo 15 goles en 1957; 16 goles en 1958; 20 goles en 1959; 13 goles en 1960, en los años posteriores marcó: 16 goles en 1961; 7 goles en 1962 y 2 goles en 1969. En total 89 goles en 7 temporadas.
También jugando por Colo-Colo marcó goles en la Copa Chile siendo goleador en 1958 con 6 goles.
La estadística colocolina lo registra con un total 118 partidos jugados.  
Entre el año 1963 y 1967 jugó en Rangers de Talca, participando de algunas de las campañas más destacables del club donde destacan principalmente el 4° lugar del campeonato 1963 y el 3° lugar del campeonato 1965 . Compartiendo camarín con importantes piezas de la historia del club rojinegro y terminando, además, como el máximo goleador histórico del club talquino, con 78 goles marcados convirtiendo 19 goles en 1963 ; 19 goles en 1964 ; 12 goles en 1965; 18 goles en 1966; y 10 goles en 1967. Esto último lo ha convertido en uno de los grandes ídolos históricos del club rojinegro.
El año 1968 defendió la camiseta del club Audax Italiano, para volver en 1969 a defender los colores de Colo-Colo y terminar su carrera el año 1970, en la división de Ascenso, jugando en el San Antonio Unido.
Entre los años 1957 y 1961, defendiendo la selección de Chile, jugó 22 partidos, 10 oficiales y 12 amistosos, convirtiendo 7 goles.

## Director técnico y últimos años
Comenzó su carrera en 1981 entrenando a Deportes La Serena. En 1982 dirigió a la Selección de Puerto Montt en el Campeonato Nacional Amateur, para el año siguiente transformarse en el primer entrenador de Provincial Osorno en la Segunda División.
Desde el año 1985 se radicó en la ciudad de Punta Arenas, donde trabajó como contratista de servicios para instituciones bancarias de la ciudad. También se desempeñó como director técnico de equipos amateurs, tales como Club Deportivo Salfa, CD Sokol Croata y Club Social y Deportivo Prat.
El último año de su vida volvió a Santiago.  Falleció a los 77 años de edad en la Clínica Vespucio, en Santiago, donde se encontraba hospitalizado tras sufrir dos infartos. Sus funerales se efectuaron en el Cementerio Parque del Sendero de San Bernardo.

## Clubes

### Como jugador
| Club              | País  | Año       |
| ----------------- | ----- | --------- |
| Colo-Colo         | Chile | 1957-1962 |
| Rangers           | Chile | 1963-1967 |
| Audax Italiano    | Chile | 1968      |
| Colo-Colo         | Chile | 1969      |
| San Antonio Unido | Chile | 1970      |

### Como entrenador
| Club                                   | País  | Año  |
| -------------------------------------- | ----- | ---- |
| Deportes La Serena                     | Chile | 1981 |
| Selección de la ciudad de Puerto Montt | Chile | 1982 |
| Provincial Osorno                      | Chile | 1983 |
| Seleción sub-20                        | Chile | 1985 |

## Palmarés

### Campeonatos nacionales
| Título               | Club              | País  | Año  |
| -------------------- | ----------------- | ----- | ---- |
| Copa Chile           | Colo-Colo         | Chile | 1958 |
| Primera División     | Colo-Colo         | Chile | 1960 |
| Copa Isidro Corbinos | San Antonio Unido | Chile | 1970 |

### Distinciones individuales
| Distinción                                      | Año  |
| ----------------------------------------------- | ---- |
| Goleador Copa Chile                             | 1959 |
| Mejor Deportista del Fútbol Profesional (Chile) | 1960 |
| Goleador Copa Isidro Corbinos                   | 1970 |